# Grant Bramwell
Grant Digby Bramwell (* 28. Januar 1961 in Gisborne) ist ein ehemaliger neuseeländischer Kanute und Olympiasieger.

## Karriere
Grant Bramwell, der 1977 mit dem Kajaksport begann, nahm bei seinem Olympiadebüt 1984 in Los Angeles im Vierer-Kajak teil und erreichte gemeinsam mit Ian Ferguson, Paul MacDonald und Alan Thompson auf der 1000-Meter-Strecke jeweils als Gewinner ihres Vorlaufs und ihres Halbfinallaufs das Finale. Dieses schlossen sie mit einer Rennzeit von 3:02,28 Minuten vor dem Team aus Schweden und dem französischen Vierer auf dem ersten Platz ab und wurden damit Olympiasieger. Bei den Olympischen Spielen 1988 in Seoul gehörte Bramwell als einziger der vier Goldmedaillengewinner von 1984 erneut zum neuseeländischen Aufgebot im Vierer-Kajak. Zwar erreichte die Mannschaft nach einem dritten Platz im Hoffnungslauf das Halbfinale, schied dort aber als Viertplatzierte ihres Laufs aus.
Dazwischen belegte Bramwell im Einer-Kajak auf der 1000-Meter-Distanz bei den Weltmeisterschaften 1985 in Mechelen den Bronzerang.
Bramwell führt eine Apotheke in seiner Geburtsstadt Gisborne. Er ist seit 1988 verheiratet und hat vier Kinder.